# برنارد گرینهاوس
برنارد گرینهاوس (به انگلیسی: Bernard Greenhouse) (۳ ژانویهٔ ۱۹۱۶ – ۱۳ مهٔ ۲۰۱۱) نوازندهٔ ویولنسل اهل ایالات متحدهٔ آمریکا بود.
گرینهاوس نوازندگی ویولنسل را نُه‌سالگی آغاز کرد. او از اعضای اصلیِ گروه «بوزار تریو» (Beaux Arts Trio) بود.